# Psilochorus minutus
Psilochorus minutus är en spindelart som beskrevs av Banks 1898. Psilochorus minutus ingår i släktet Psilochorus och familjen dallerspindlar. Inga underarter finns listade i Catalogue of Life.